# لخ مایفسکی
لخ مایفسکی (لهستانی: Lech Majewski؛ ‏تلفظ‌شده به صورت [maˈjɛfski]؛ ‏ زادهٔ ۳۰ اوت ۱۹۵۳) کارگردان فیلم، عکاس، تدوین‌گر، فیلم‌نامه‌نویس، نقاش، و نویسنده اهل لهستان است.
از فیلم‌های وی می‌توان به شوالیه، زندانی ریو، باغ لذت دنیوی، دره خدایان و صلیب و آسیاب اشاره نمود.